# Zoltán Székely
Pour les articles homonymes, voir Szekely.
Dans le nom hongrois Székely Zoltán, le nom de famille précède le prénom, mais cet article utilise l’ordre habituel en français Zoltán Székely, où le prénom précède le nom.
Répertoire
Bartók, Beethoven
Zoltán Székely, né le 8 décembre 1903 à Kocs (Autriche-Hongrie, aujourd'hui en Hongrie) et mort le 5 octobre 2001 à Banff au Canada, est un violoniste et compositeur hongrois.

## Biographie
Székely étudie à l'Académie Franz Liszt de Budapest de 1915 à 1921 ; le violon avec Jenő Hubay et la composition avec Leo Weiner et Béla Bartók, accompagné de son ami le violoncelliste Pál Hermann (Paul Hermann, 1902–1944). Un jour de 1918 dans le tram, Hermann rencontre Zoltán Kodály et lui donne le manuscrit d'un trio écrit par Székely. Kodály prend la partition pour l'étudier, et c'est ainsi que les deux étudiants deviennent aussi élèves de Zoltán Kodály.
En tant que violoniste, après ses études, il se produit au concert avec Béla Bartók dès le 23 avril 1921 dans un programme où figure la Sonate pour violon et piano en sol mineur de Debussy.
Székely compose essentiellement de la musique de chambre et fonde le Trio Székely avec Pál Hermann et le pianiste Géza Frid.
En janvier 1932 il crée la seconde Rhapsodie pour violon et orchestre (sz. 90) de Bartók avec Pierre Monteux à la tête de l'Orchestre du Concertgebouw d’Amsterdam.
À partir de 1937, il vit aux Pays-Bas où il joue comme soliste, membre du Quatuor Hongrois fondé deux ans plus tôt à Budapest, et premier violon du Concertgebouw d'Amsterdam sous la direction de Willem Mengelberg. Il commande à Béla Bartók son second Concerto pour violon (Sz. 112), que le compositeur lui dédie. La création en est assurée au Concertgebouw par Székely lui-même le 23 mars 1939 sous la direction de Mengelberg.
En 1950, il émigre aux États-Unis.
En 1981, pour le centenaire de Bartók, il est nommé professeur honoraire de l'Académie Franz Liszt
Il décède le 5 octobre 2001 à Banff, où il était artiste en résidence depuis 1973, y développant la vie musicale de la province.
Le Concours international de quatuor à cordes de Banff a été créé en son honneur.

## Œuvres
- Sonate pour violon seul, opus 1 (1919-1920)
- Polyphon et homophon, pour violon et violoncelle, opus 2
  1. Andante espressivo
  2. Con fuoco
- Quatuor à cordes (1937)

### Transcription
- Bartók, Danses roumaines, Sz. 56, transcription pour violon et piano (pub. 1939, New York Boosey & Hawkes)

## Discographie
Par Székely
- Bartók, Concerto pour violon no 2* ; Rhapsodies° - Zoltán Székely, violon ; Orchestre du Concertgebouw d’Amsterdam, dir. Willem Mengelberg ; Isobel Moore, piano (concert 23 mars 1939*, Philips / Hungaroton°) (OCLC 22391567 et 50209110)
- Mozart, Schubert, Beethoven, Bartók, etc. - Quatuor Hongrois (concerts 1938–1968, 8CD Music and Art CD-1161) (OCLC 60717611)
- Beethoven, Quatuors à cordes - Quatuor Hongrois (1953, Parlophone Records) (OCLC 1003580138)

De Székely
- Sonate, op. 1 [1920] - Kolja Lessing, violon (23-24 mai 1997, Capriccio Records 10847) (OCLC 43281442) — avec les sonates de Bartók et Veress.
- Polyphon et homophon, op. 2 - Friedemann Eichhorn, violon ; Alexander Hülshoff, violoncelle (2008, Hänssler Classic 93301) (OCLC 846984144) — avec d'autres œuvres de Kodály, Bartók et Ligeti.